# Le Dictateur (film, 1919)
Pour les articles homonymes, voir Le Dictateur, Dictateur et Soldiers of Fortune.
Pour plus de détails, voir Fiche technique et Distribution.
Le Dictateur (titre original : Soldiers of Fortune) est un film muet américain réalisé par Allan Dwan et sorti en 1919.

## Synopsis
Robert Clay, un ingénieur est envoyé travailler dans une république sud-américaine pour y exploiter une carrière de fer. Là-bas, il va apprendre que le général Mendoza mène une révolution contre le président sortant Alvarez mais Clay et ses hommes vont tenter d'intervenir.

## Fiche technique
- Titre original : Soldiers of Fortune
- Réalisation : Allan Dwan
- Scénario : Allan Dwan, d'après le roman de Richard Harding Davis
- Production : Mayflower Photoplay Company, pour Allan Dwan Productions
- Durée : 70 minutes
- Dates de sortie : 
  -  États-Unis : 26 janvier 1919
  -  France : 3 février 1922

## Distribution
- Norman Kerry : Robert Clay
- Pauline Starke : Hope Langham
- Anna Q. Nilsson : Alice Langham
- Melbourne MacDowell : Mr. Langham
- Wallace Beery : Mendoza
- Wilfred Lucas : Président Alvarez
- Herold Lindsay : Mrs. Alvarez
- Ward Crane : Reginald King
- Fred Kohler : McWilliams

- Clyde Cook : non crédité
- Ogden Crane : Burke (non crédité)
- Philo McCullough : Capitaine Stuart (non crédité)
- Clara Kimball Young : non crédité

## Galerie photos

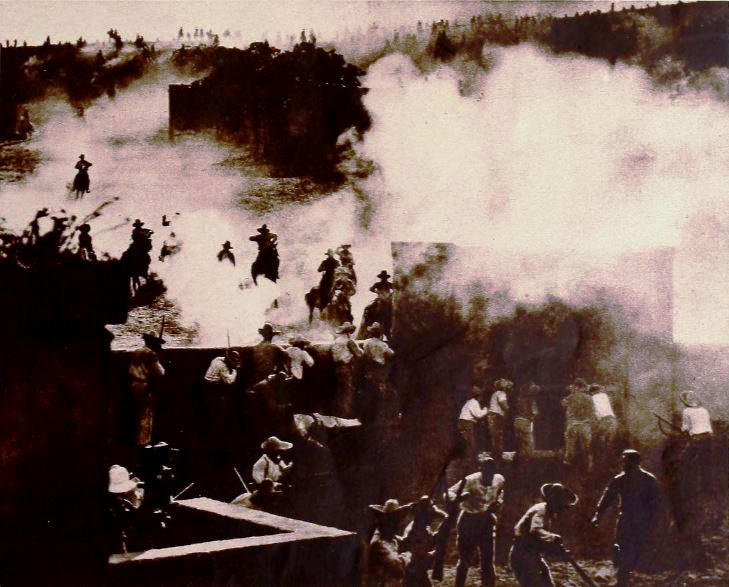
Cette scène, qui a nécessité 600 hommes, a été tournée en Californie.
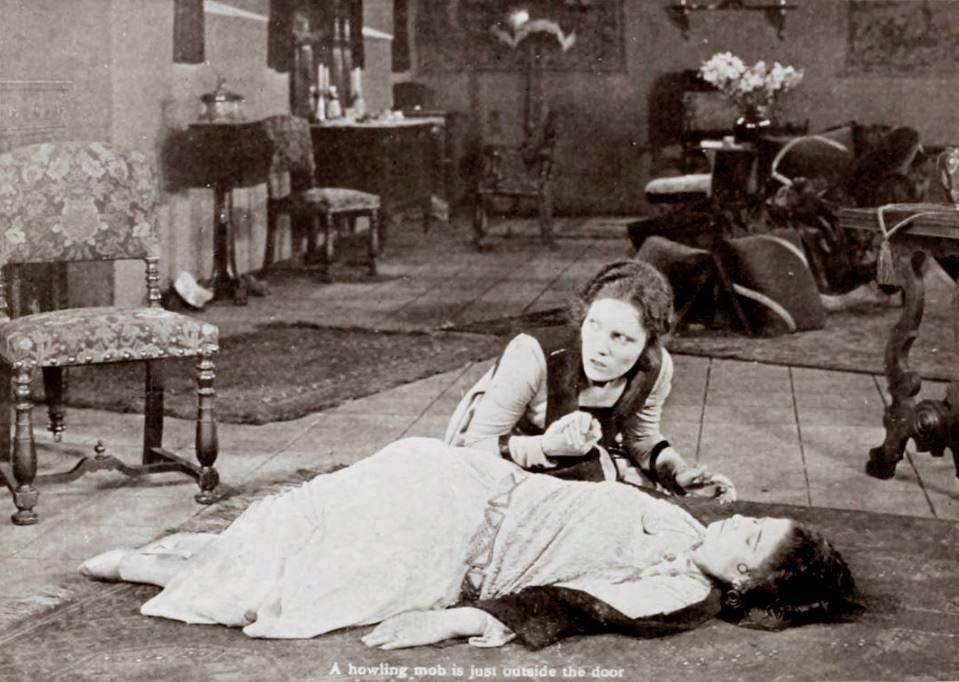
Anna Q. Nilsson et Pauline Starke.
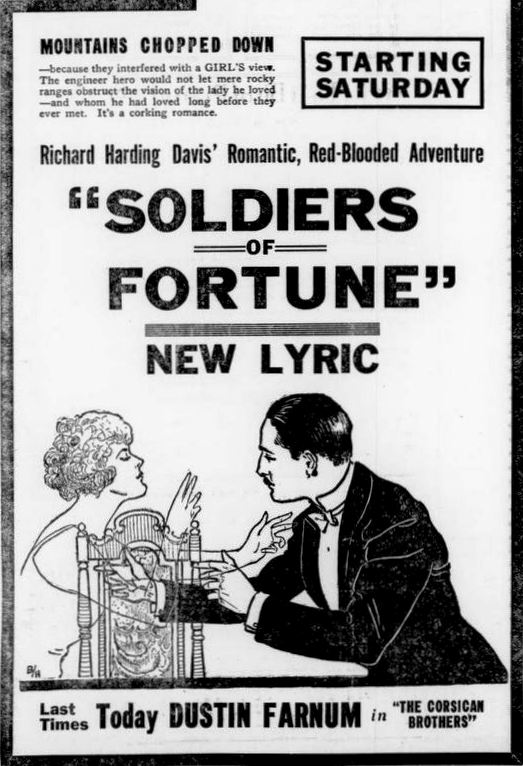
Publicité pour le film, dans le Duluth Herald du 23 avril 1920.
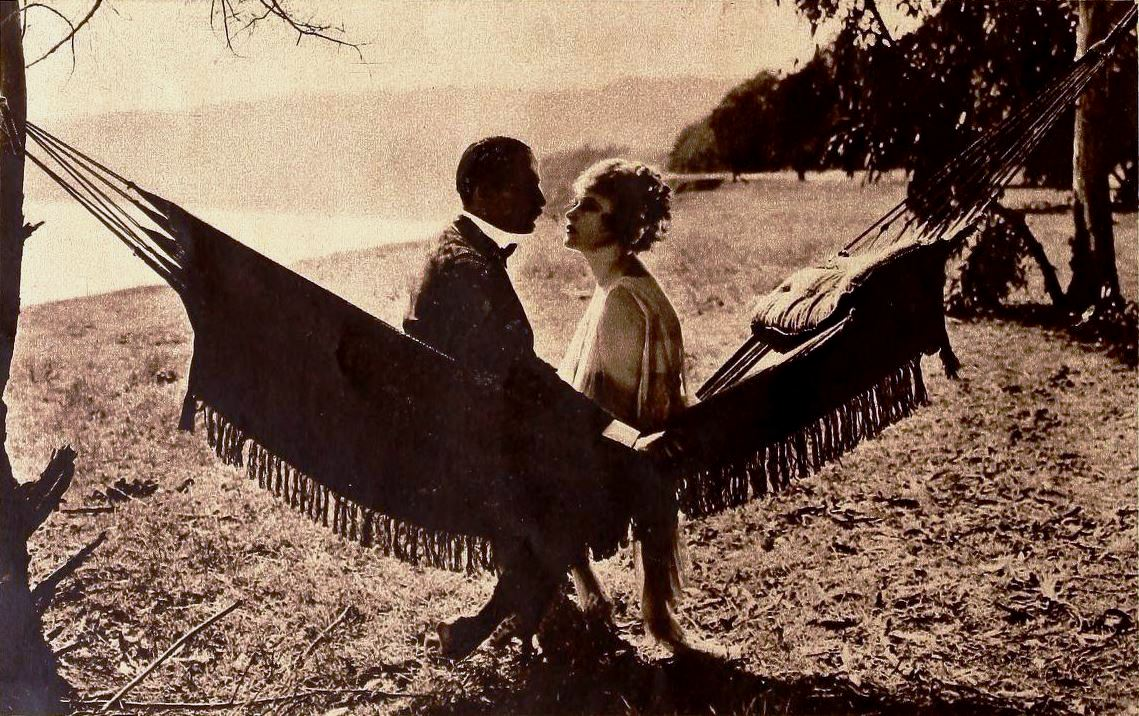
Une scène du film, avec Norman Kerry et Anna Q. Nilsson.